# Святилище Тайкодані-Інарі

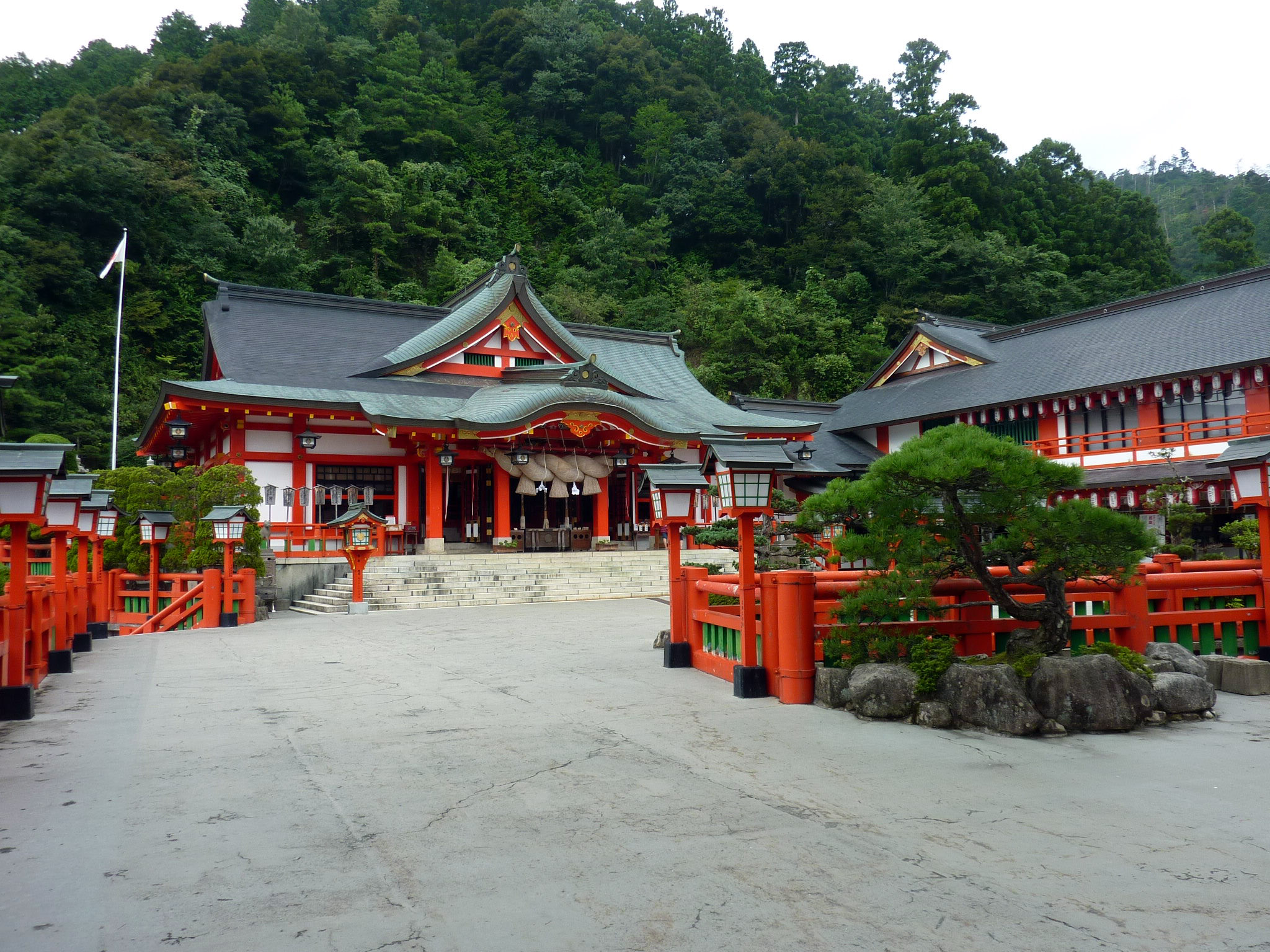
Молельня святилища

Святи́лище Тайкода́ні-Іна́рі (яп. 太鼓谷稲成神社, たいこだにいなりじんじゃ, МФА: [tai̯kodaɲi inaɾʲi d͡ʑind͡ʑa]) — синтоїстське святилище в Японії. Розташоване в містечку Цувано префектури Сімане. Вшановує божества Уканомітама та Ідзанаґі. Засноване 1773 року Камеєм Норісадою, володарем уділу Цувано, як сестринський храм святилища Фусімі-Інарі. Належить до колишніх регіональних святилищ. Одне з п'яти найбільших святилищ Інарі в Японії. Головні свята проводяться 15 травня та 15 листопада. Зберігає роботи вченого-краєзнавця Оки Кумаомі